# Lenophila secta
Lenophila secta är en tvåvingeart som beskrevs av Mcalpine och Kim 1977. Lenophila secta ingår i släktet Lenophila och familjen bredmunsflugor. Inga underarter finns listade i Catalogue of Life.